# 太岚铁路
太岚铁路是中国铁路太原局集团管内的一条支线铁路，为古交矿区镇城底煤矿的煤炭运输铁路，并服务于沿途城乡客运。現已併入太兴铁路。

## 线路
东起太原市北郊的太原铁路枢纽汾河站，西至吕梁岚县，目前客运通车区段仅至古交市境内的镇城底站。全长55.2km，桥隧约占线路总长的40%，为国铁I级单线电气化铁路，共有特大桥2 座，1690 延米；大、中、小桥62 座，2808.9 延米；涵洞93 座，平均每公里 1.7 座。桥梁长度占线路总长的比例为8.15%。全线既有明洞3座，隧道19座，17376.6延米，隧道长度占线路总长的比例为31.5%。

## 历史
修建太岚铁路主要是为了适应开发沿线煤铁矿藏外运需要。根据开发建设任务的迸展情况，国家确定太岚线首先修到镇城底，以解决古交矿区煤炭外运急需。由铁道兵第2师、 第4师各3个团担负施工。第4师负责汾河至河下段33.9公里；第2师负责河下至镇城底段19.9公里。两个师的领导机关均驻太原市。1975年春第4师陆续进场施工准备。1975年11月重点开工。第2师的部队于1978年春陆续进场施工准备，河下至镇城底段于1979年1月正式开工。1979年11月30日，铺轨到达了镇城底，全线共完成路基土石方937万立方米，桥梁4.92公里，隧道17.05公里，涵渠3.58公 里，正线铺轨53.8公里,投资21035万元。1983年1月31日，正式交铁路局接管运营。
2015年11月15日太興鐵路全線貫通，本線併入太兴铁路。

## 重大事故
- 2007年7月9日下午5时许，太原铁路局太原北机务段的韶山1型687号机车，牵引CT47940次货物列车（编组54辆，总重4690吨），经由太岚铁路运行，准备在古东站停车时，机车乘务员发现制动失灵，列车越过古东站冒进区间，于下午5时33分列车冒进扫石站上行进站信号机，5时35分列车进入安全线冲上土挡，机车和机后第一至第十位车辆颠覆坠入山沟、第11位车辆脱轨。事故造成两名机车乘务员在扫石站跳车时受伤，机车报废，车辆报废10辆。事故原因是古交列检所作业人员更换机后1位车辆缓解阀后，进行试风作业时关阀了2位车辆前端折角塞门，试风完毕后忘记将该折角塞门开启，且机车乘务员也没有及时发现[1]。其事故性质与2005年9月的太焦铁路65001次列车脱轨事故类似。